# Pommerieux
Pommerieux település Franciaországban, Mayenne megyében. Lakosainak száma 659 fő (2022. január 1.). Pommerieux Chérancé, Craon, Denazé, Mée és Prée-d’Anjou községekkel határos.

## Népesség
A település népességének változása:
| Lakosok száma | 612  | 585  | 587  | 656  | 692  | 671  | 652  | 642  | 642  | 659  |
|               | 1968 | 1982 | 1990 | 2006 | 2013 | 2015 | 2017 | 2019 | 2020 | 2022 |